# Kvadratura kroga
Kvadratúra króga je znan problem klasične geometrije. Gre za nalogo konstruirati kvadrat, ki ima enako ploščino kot dani krog.

## Nerešljivost naloge
Če ima kvadrat enako ploščino kot krog s polmerom r, potem velja za stranico kvadrata:
{\displaystyle a=r\,{\sqrt {\pi }}\!\,.}
Bistvo naloge je torej konstrukcija dolžine {\displaystyle {\sqrt {\pi }}} z geometrijskim orodjem, ki omogoča popolno natančnost risanja - z idealnim šestilom in ravnilom.
Starogrški matematiki so dolgo neuspešno poskušali rešiti problem kvadrature kroga s šestilom in ravnilom, šele leta 1882 pa je bilo dokončno dokazano, da naloga s tem orodjem ni rešljiva. To je posledica dejstva, da je π transcendentno število, kar dokazuje Lindemann-Weierstrassov izrek.

## Približne rešitve
Kot smo videli, natančna rešitev kvadrature kroga ne obstaja. Znanih pa je več dobrih približkov za rešitev.
Že Rhindov papirus iz leta 1800 pr. n. št. vsebuje dober približek. V rešitvi naloge 50 namreč piše, da je ploščina kroga s premerom 9 enot enaka ploščini kvadrata s stranico 8 enot. To ustreza trditvi, da je število π približno enako 313/81 = 3,16… 

## Kvadratura kroga kot prispodoba
Kvadratura kroga je verjetno najbolj znana matematična naloga, ki se je (s predpisanim orodjem) ne da rešiti, zato je izraz »kvadratura kroga« postal prispodoba za nerešljiv problem.
»Iskanje kvadrature kroga« pomeni jalovo početje, ki je že vnaprej obsojeno na neuspeh.